# Mona Marshall
Mona Marshall, pseudonimo di Mona Iannotti (Los Angeles, 31 agosto 1947), è un'attrice, doppiatrice e comica statunitense.
Formatasi in teatro, tra le sue interpretazioni principali ci sono la serie televisiva animata South Park, dove presta la propria voce a molti dei personaggi femminili, Fraggle Rock, CBS Storybreak e Digimon. È anche apparsa in programmi televisivi come Cin cin e Casalingo Superpiù.

## Biografia
Quando insegnava in quinta elementare, la madre di uno dei suoi studenti le suggerì di iscriversi a un corso di doppiaggio tenuto da Daws Butler, voce dell'Orso Yoghi e Quick Draw McGraw.
Spesso è interprete di ruoli di giovani personaggi maschili e ha doppiato anche anime di produzione giapponese.
I suoi ruoli più importanti nei cartoni statunitensi sono Sheila Broflovski (dal 1999 a oggi, dopo che l'attrice doppiatrice originale Mary Kay Bergman si è suicidata) e Linda Stotch nel popolare programma televisivo South Park così come il personaggio del titolo in Doraemon e Kite, il protagonista della serie di videogiochi del 2002 per PlayStation 2.
Marshall ha doppiato l'orso parlante Koby the Study Buddy e ha anche fornito la voce inglese per il personaggio del titolo in El Chavo: The Animated Series.
Al di fuori del doppiaggio, Marshall ha istruito altri a doppiare, e ha lavorato come cantante da solista.

## Doppiaggio

### Anime
- Ah My Buddha - Sakura
- Arc the Lad - Monkey
- Armitage: Dual-Matrix - Julian Moore
- Apocalypse Zero - Harara Hagakure
- Bakuto Sengen Daigunder - Makoto
- Battle Athletes Victory
- - Ichimatsu Yanagida
- Battle B-Daman - Bull
- B-Daman Crossfire - Riki Ryugasaki
- Black Jack - Nomad, Michelle
- Bleach - Ichigo Kurosaki  Mika
- Blue Exorcist - Konekomaru Miwa
- Bobobo-bo Bo-bobo - Young Bo-bobo, Lambada, LOVE
- Carried by the Wind: Tsukikage Ran - Ran Tsukikage
- Cowboy Bebop - Wen
- Digimon Adventure - Koushiro "Izzy" Izumi
- Digimon Adventure 02 - Koushiro "Izzy" Izumi
- Digimon Tamers - Terriermon/Gargomon/Rapidmon/MegaGargomon/Gummymon
- Digimon Data Squad - Frigimon, Young Thomas, King Drasil 2-9000-WZ
- Eagle Riders - Mickey Dougan
- Eiken - Grace Lin
- El Hazard: The Magnificent World - Nahato
- FAKE - Bikky, Maria, Cindy Irving
- Fate/stay night: Unlimited Blade Works - Shirou Emiya (Young)
- Fate/Zero - Shirou Emiya
- Fighting Spirit- Chana
- Flint the Time Detective - Getalong, Snapper of the Cardians
- Fushigi Yūgi - Boushin, Mrs. Yuki
- Gate Keepers - Young Shun
- Ghost in the Shell: S.A.C. 2nd GIG - Street Kid (RED DATA)
- Ghost in the Shell: S.A.C. 2nd GIG - Chai
- Ghost Slayers Ayashi - Kyosai Kawanabe
- Hand Maid May - Masato Zin
- Idaten Jump - Ayumu Yamato
- Kanokon - Kouta Oyamada
- Kashimashi: Girl Meets Girl - Tomari Kurusu
- Kekkaishi - Yumeko "Mother-san" Hananokoji
- Kuromajo-san ga Toru!! - Chiyoko Kurotori
- Kyo Kara Maoh! - Wolfram von Bielefeld
- Last Exile - Lucciola
- Lupin III - Baranco
- Macross Plus - Various characters
- MÄR - Emokis
- Magic Knight Rayearth - Ascot
- Mahoromatic - Feldlance, Young Suguru Misato
- Tranzor Z - Toad
- Mobile Suit Gundam 0080: War in the Pocket - Chay, Telcott
- Moribito: Guardian of the Spirit - Chagum
- Naruto - Inari, Young Haku, Ryugan
- Naruto Shippuden - Biwako Sarutobi
- New Getter Robo - Raikou Minamoto
- Nightwalker: The Midnight Detective - Kasumi (Young), Yoko
- Noein - Asuka Kaminogi
- Nodame Cantabile - Chiyo Sakata, Makiko Tanaka, Shizuka, Shinichi Chiaki (Young)
- Omishi Magical Theater: Risky Safety - Yuya Fukami
- Otogi Zoshi - Kintaro
- Rurouni Kenshin - Okita Sōji, Oguni Suzume
- Saber Marionette J Again - Otaru Mamiya
- Saiyuki Reload - Ginkaku
- Samurai X - Tsukayama Yutarō
- Scrapped Princess - Sutton
- S-CRY-ed - Akira Terada
- Someday's Dreamers - Gossiping Mage, Haru, Junko, Mother, Ms. Kuniko, Office Clerk, Orphanage Headmaster, Yasuyuki
  - Tenchi Muyo! GXP - Ryoko, Ryo-Ohki, Noike Kamiki Jurai, Suiren
- The Big O - Winter Night Phantom
- Trigun - Elizabeth, Kaite Trevisick
- Uzumaki - madre di Shuichi
- Vampire Knight: Guilty - Young Kaname (Ep. 3)
- Vampire Princess Miyu - Matsukaze
- Vandread - Meia's Fama, Chisato's Mother, Fat Lady,
- Viewtiful Joe - Jim, Koko, Thomas
- Wild Arms: Twilight Venom - Mirabelle's Mother
- Zatch Bell! - Yuuta, Hirofume
- Zenki - Mrs. Kazue

### Animazione
- CBS Storybreak - Voci varie
- Chuck Norris: Karate Kommandos - Too-Much
- Dumbo's Circus - Altre voci
- El Chavo - Miss Pinster, Chavo
- Fraggle Rock - Mokey Fraggle, Cotterpin Doozer
- G.I. Joe: A Real American Hero - Vena, Cadet Demming, Mrs. Fairmont, Sally Fairmont, Fairmont Boy, Hawaiian Girl
- L'ispettore Gadget - Penny
- Jackie Chan Adventures - Po Kong, Bai Tsa, Vanessa Barone, Jade's mother
- James Bond Jr. - Tracy Milbanks, Barbella, Tiara Hotstones
- Jem and the Holograms - D'Nisha Cross
- K10C: Kids' Ten Commandments - Miriam, Ephraim, Hannah
- My Little Pony - Scuttle Bug
- Rainbow Brite - Red Butler, Patty O'Green, Canary Yellow
- Rambo and the Forces of Freedom - Kat
- Rocket Power - Skinny Kid
- Rugrats - Additional Voices
- Saban's Adventures of Oliver Twist - Oliver Twist
- Spider-Man (1981) - Betty Brant
- Spiral Zone - Katerina Anastasia, Duchess Dire
- Squirrel Boy - Esther Flatbottom
- The Canterville Ghost - Ted Otis
- The Little Mermaid TV series - Aquata
- The Mummy: The Animated Series - Emperor Jin Wu
- The New Adventures of Mighty Mouse - Cow Announcer
- The Smurfs - Andria, Weepy Smurf
- Transformers - Luisa (Fire on The Mountain), Aron (Child's Play), Hassan (Aerial Assault)
- TOME: The Terrain of Magical Expertise - Bishipp
- Wee Sing - "Animal/Classic for Kids" Songs - Singaling
- WordWorld - Tiger
- Zentrix - TZ/Little Rock

### Film
- The Adventures of Scamper the Penguin
- Adventures in Voice Acting
- Arthur's Missing Pal
- Blue Exorcist: The Movie
- Cardcaptor Sakura Movie 2: The Sealed Card
- Chicken Little
- Piovono polpette - Donna #3
- L'alba dei morti viventi
- Gorgeous
- Here Comes Peter Cottontail: The Movie
- Here Come the Littles
- Inside Out
- Justin and the Knights of Valour
- Little Alvin and the Mini-Munks
- Minions
- Mobile Suit Gundam F91
- Mondo Holocausto!
- Ninku
- Pioggia di ricordi
- Onmyoji
- Rainbow Brite and the Star Stealer
- Sakura Wars: The Movie
- La città incantata
- Street Fighter Alpha: The Movie
- Il gobbo di Notre Dame
- The Nutcracker and the Mouseking
- La regina delle nevi
- The Toy Warrior - Jinoo
- Uno zoo in fuga (The Wild)
- Thumbelina: A Magical Story
- Treasure Planet
- Young Pocahontas

### Videogiochi
- 24: The Game
- Aedis Eclipse: Generation of Chaos - Quinn
- Avatar: The Game - Na'vi, Madre di Rai Uk
- Brave Fencer Musashi - Musashi
- Brave Story: New Traveler - Wataru
- Conflict: Global Terror - Carrie Sherman e reporter donna
- Guild Wars Factions - Countess Danika Zu Heltzer
- Lightning Returns: Final Fantasy XIII - Altre voci
- Master of Monsters: Disciples of Gaia - "Master"
- Ratchet & Clank - Helga, Ed(wina), Helpdesk Girl
  - Ratchet & Clank: Going Commando - Help Matron
  - Ratchet: Deadlocked - Eugene, Lucy
- Rocket Power: Beach Bandits - Eric Golem Jr.
- SkyGunner - Ciel (uncredited)
- South Park: The Stick of Truth - Sheila Broflovski,
- South Park: The Fractured but Whole - Sheila Broflovski,
- Spectrobes: Origins
- Suikoden Tactics - Kyril 
  - Suikoden V - Toma/Subala/Richard
- The Granstream Saga - Korky